# عطر (مجموعه تلویزیونی کره جنوبی)
عطر (کره‌ای: 퍼퓸; لاتین‌نویسی اصلاح‌شده: Peopyum) یک مجموعهٔ تلویزیونی کره جنوبی سال ۲۰۱۹ با بازی شین سونگ-روک، ها جه سوک، گو وون-هی، چا یه ریون و کیم مین-کیو است. این مجموعه از ۳ ژوئن تا ۲۳ ژوئیه ۲۰۱۹، روزهای دوشنبه و سه‌شنبه ساعت ۲۱:۵۰ (کی‌اس‌تی) از کی‌بی‌اس۲ پخش شد.